# ستيفن إليوت (كاتب)
ستيفن إليوت (بالإنجليزية: Stephen Elliott)‏ هو كاتب سيناريو وكاتب ومخرج أمريكي، ولد في 3 ديسمبر 1971.

## وصلات خارجية
- الموقع الرسمي
- ستيفن إليوت على موقع IMDb (الإنجليزية)
- ستيفن إليوت على موقع قاعدة بيانات الفيلم (الإنجليزية)